# Ікінджі Тигік
Ікінджі Тигік (азерб. İkinci Tığik) — село у Лачинському районі Азербайджану. 
З 1992 по 2020 рік було під Збройні сили Вірменії окупацією і входячи в Кашатазький район невизнаний Нагірно-Карабаська Республіка. 1 грудня 2020 в ході Другої карабаської війни села було звільнено Збройні сили Азербайджану. (вірмени трактують це як окупацію).